# Aleurocanthus hirsutus
Aleurocanthus hirsutus es un hemíptero de la familia Aleyrodidae, con una subfamilia: Aleyrodinae. Fue descrita científicamente en 1935 por Corbett.